# ユディトとホロフェルネス (ゴヤ)
『ユディトとホロフェルネス』（西: Judit y Holofernes, 英: Judith and Holofernes）は、スペインのロマン主義の巨匠フランシスコ・デ・ゴヤが1820年から1823年に制作した絵画である。油彩を使用した壁画。主題は『旧約聖書』「ユディト記」で語られる古代イスラエルの女傑ユディトの伝説から取られている。《黒い絵》として知られる14点の壁画の1つ。これらの作品は70代半ばのゴヤが深刻な精神的・肉体的苦痛に苦しみながら自身の邸宅キンタ・デル・ソルドの壁面に描いたものである。現在はマドリードのプラド美術館に所蔵されている。

## 主題

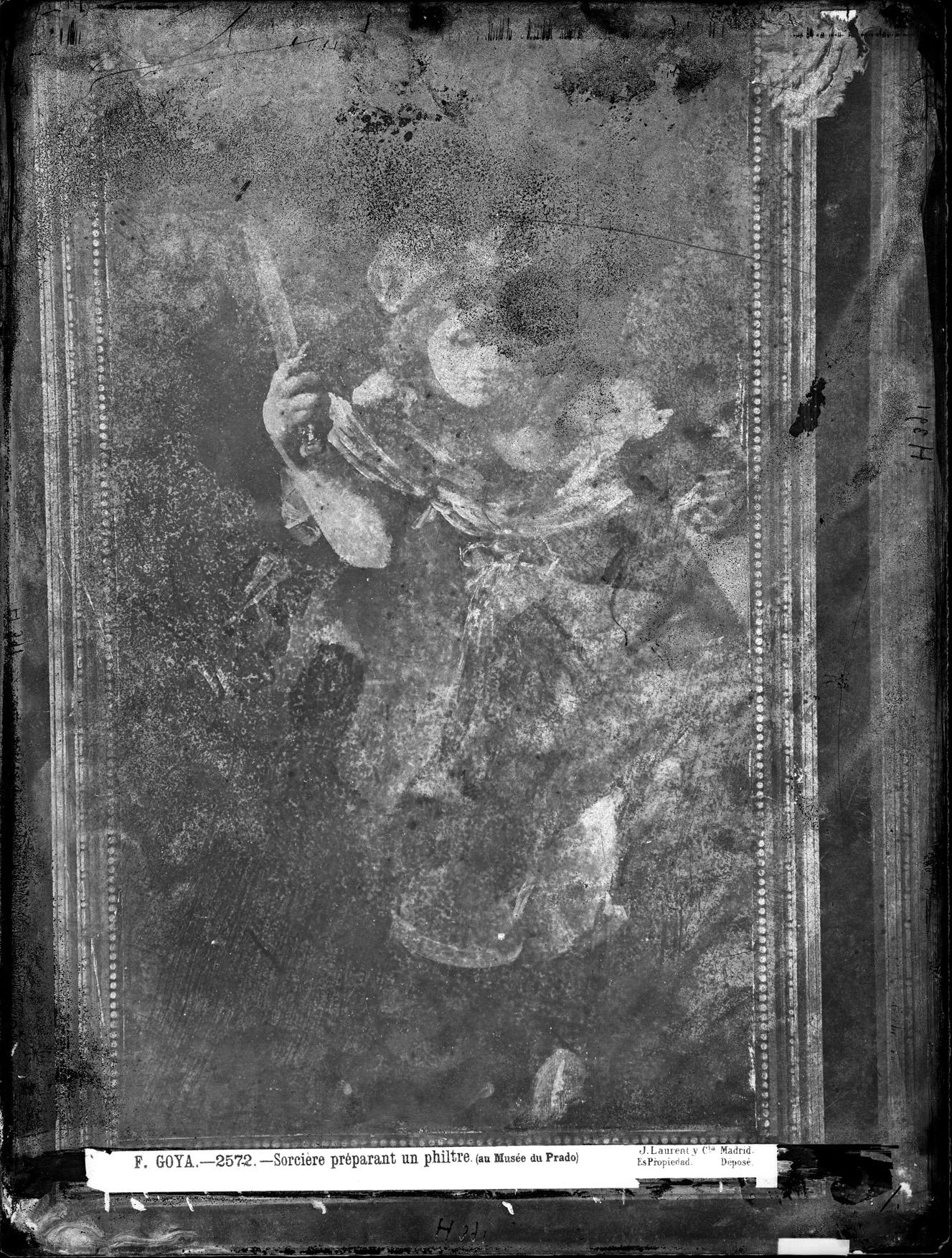
フランスの写真家ジャン・ローランが撮影した『ユディトとホロフェルネス』。1874年。

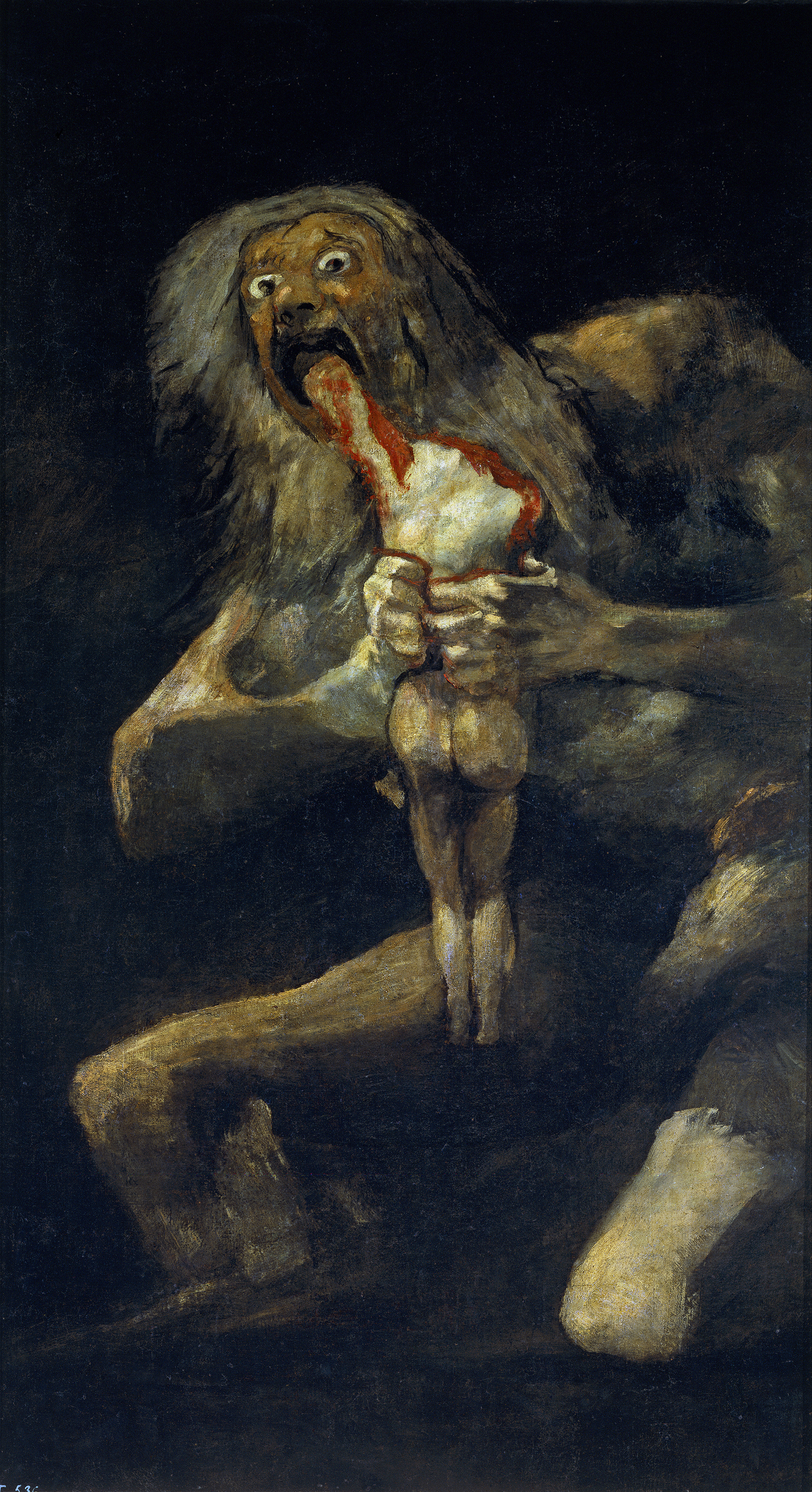
本作品は『我が子を食らうサトゥルヌス』と同じ壁に窓を挟んで並んで描かれた。

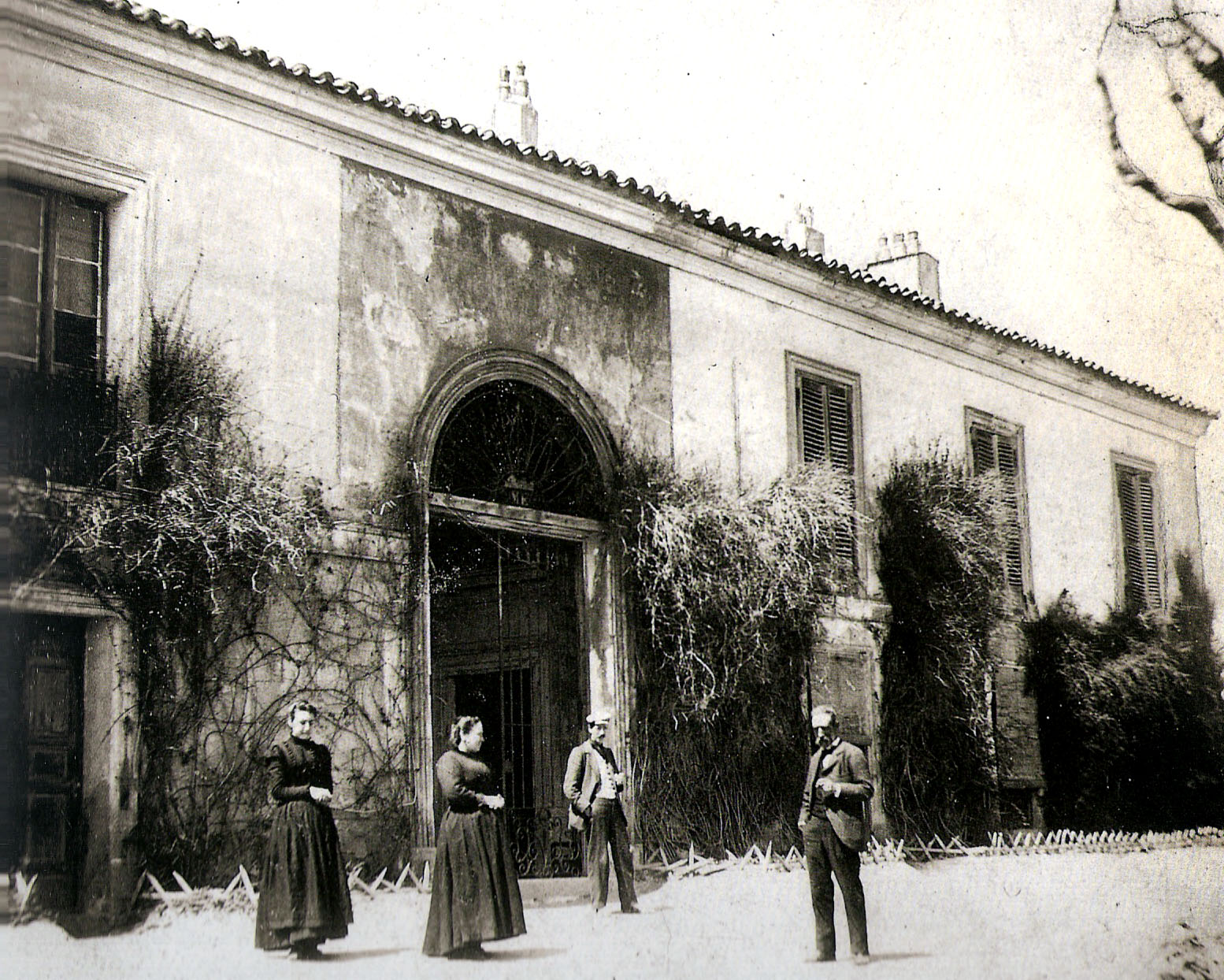
キンタ・デル・ソルド。1900年頃撮影。

「ユディト記」によると、ユディトはベツリアに住む美しい未亡人で、篤い信仰心の持ち主であった。アッシリアの王ネブカドネザル2世（実際には新バビロニア帝国の王）はメディア王アルパクサドと戦うため、イスラエルをふくむ地中海東岸の諸都市に協力を求めた。しかし彼らが協力しなかったため、ネブカドネザルはメディアを征服すると、協力しなかった諸都市の征服に乗り出し、ホロフェルネスを司令官とする大軍を地中海東岸に派遣した。ホロフェルネスは多くの都市を攻略したのち、イスラエルに迫り、ベツリアを包囲して水源を絶った。町の指導者オジアスは降伏を決意したが、ユディトはオジアスと人々を励まして身なりを整えたのち、召使の女を連れてホロフェルネスの陣営に赴き、行軍の道案内を申し出た。美しいユディトは歓迎され、彼女を口説こうとするホロフェルネスの酒宴に呼び出された。しかし彼女に魅了されたホロフェルネスが泥酔すると、ユディトはホロフェルネスの剣で彼の首を切断した。そして召使が首を食糧の袋に入れると、彼女とともにベツリアに帰還した。

## 作品
ゴヤはユディトがアッシリアの将軍ホロフェルネスの首を切断する場面を描いている。ユディトは画面中央に立ち、右手に凶器であるホロフェルネスの剣を握っている。ホロフェルネスの姿はほとんど見えないが、画面右隅に頭部がぼんやりと見える。ゴヤは敵を殺した直後のユディトの姿に鑑賞者の注意を集中させている。ユディトの姿は上方から直接彼女に降り注ぐ光のおかげで暗闇から浮かび上がり、召使いと共犯者は暗闇の中に残されている。この光はユディトの顔、腕、胸、ナイフを持つ手に量感を与えている。ゴヤは伝統的な図像学から距離を取り、ユディトとホロフェルネスを描写する際に通常含まれる諸要素を排除している。物語に登場する宝石や富はここでは描かれておらず、むしろユディトの身体の動きに焦点を当てている。通常の舞台設定はホロフェルネスのテント内であるのに対し、ゴヤは場所を明確に示していない。色彩はほぼグリザイユ調に抑えられ、顔と肘にヴァーミリオンがわずかに塗られている。太く力強い正確な筆遣いで描かれている。

### 解釈
『ユディトとホロフェルネス』は『我が子を食らうサトゥルヌス』（Saturno devorando a su hijo）とともに邸宅キンタ・デル・ソルド1階の同じ壁に窓を挟んで並置され、『レオカディア』（La Leocadia）と向かい合う形で描かれた。『我が子を食らうサトゥルヌス』はローマ神話の神サトゥルヌス（ギリシア神話のクロノスに相当）が王権を自分の子供に簒奪されることを恐れ、子供たちを次々に食らう様を描いている。ユディトは聖書と神話の主題が組み合わされたルネッサンス時代にすでにサトゥルヌスと関連づけられていた。したがって、ユディトに殺されるホロフェルネスも幼い我が子を食らうサトゥルヌスも、すでにある権力を失うことへの恐怖と関連していた。別の有力な解釈はサトゥルヌスが食らおうとしている子供を彼の娘と見なすことに依存している。つまり『我が子を食らうサトゥルヌス』では幼い少女が年老いた父親に殺されるのに対して、『ユディトとホロフェルネス』では、成長した女性が家父長的なホロフェルネスを殺害するという、2重のコントラストによって特徴づけられる。こうした解釈と両作品が並んで描かれた状況は、ゴヤが邸宅の壁画作品を事前に何の計画もなく描いたのではないことを証明しているように思われる。

### 図像的源泉
スウェーデンの美術史家フォルケ・ノルドストローム（Folke Nordström）によると、ゴヤは17世紀の匿名の画家がマドリードにあるサン・アンドレス教会のクーポラのために描いたスケッチに触発された。プリシラ・E・ミュラー（Priscilla E. Müller）はむしろ文学作品や劇作品と関連づけ、ユディトがゴヤの時代に聖書の女主人公であると同時にファム・ファタールであると見なされていたことを思い出させる。

## 来歴
ゴヤは1823年にフランスに亡命した際に、キンタ・デル・ソルドを孫のマリアーノ・ゴヤ（Mariano Goya）に譲渡した。マリアーノは1833年にこれを父ハビエルに売却したが、1854年にはマリアーノに返還され、1859年にセグンド・コルメナレス（Segundo Colmenares）、1863年にルイ・ロドルフ・クーモン（Louis Rodolphe Coumont）によって購入された。1873年にドイツ系フランス人の銀行家フレデリック・エミール・デルランジェ男爵はキンタ・デル・ソルドを購入すると、劣化した壁画の保存を依頼し、プラド美術館の主任修復家サルバドール・マルティネス・クベルスの指揮の下でキャンバスに移し替えられた。しかしその過程で壁画は損傷し、大量の絵具が失われた。デルランジェは1878年のパリ万国博覧会で《黒い絵》を展示した後、最終的にそれらをスペイン政府に寄贈した。壁画はプラド美術館に移され、1889年以降展示されている。1900年にはフランスの写真家ジャン・ローランが1873年頃に撮影した写真がプラド美術館のカタログに初めて掲載された。壁画が切り離されたキンタ・デル・ソルドは1909年頃に取り壊された。

## ギャラリー
キンタ・デル・ソルド1階の他の壁画

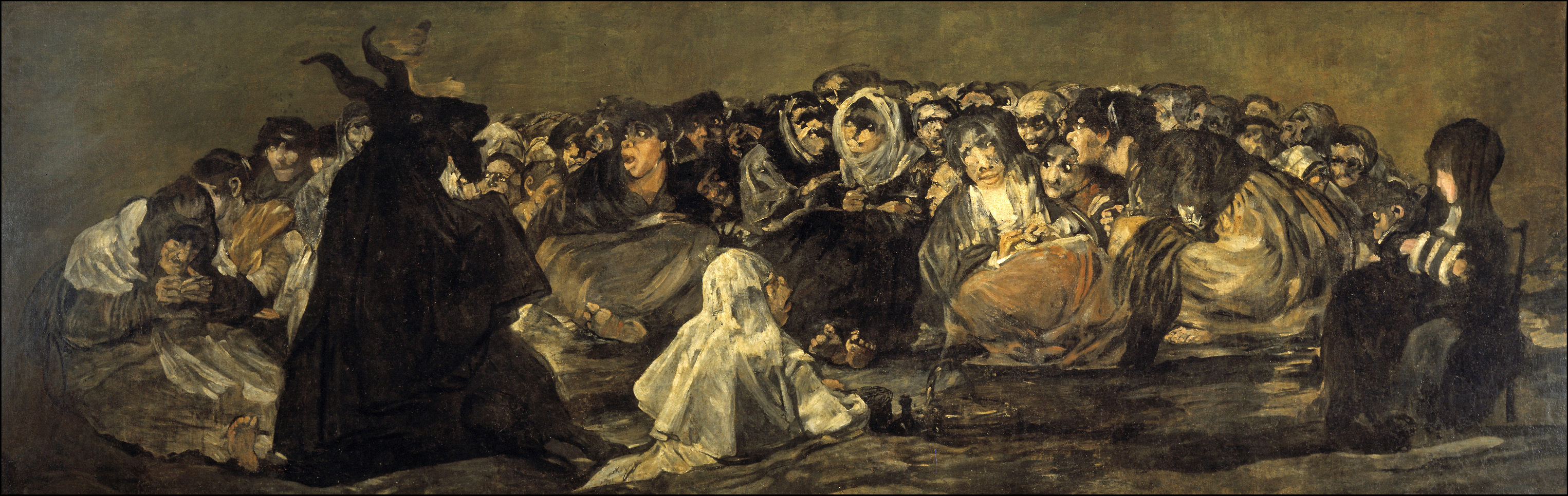
『魔女の夜宴』
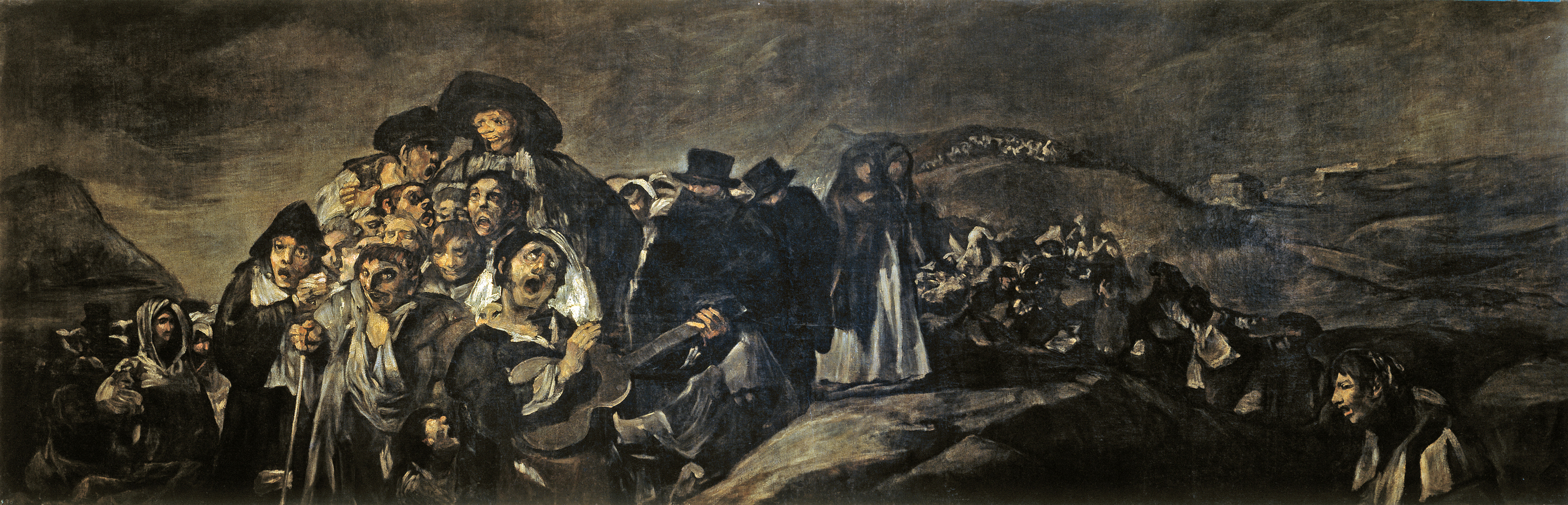
『サン・イシードロへの巡礼』

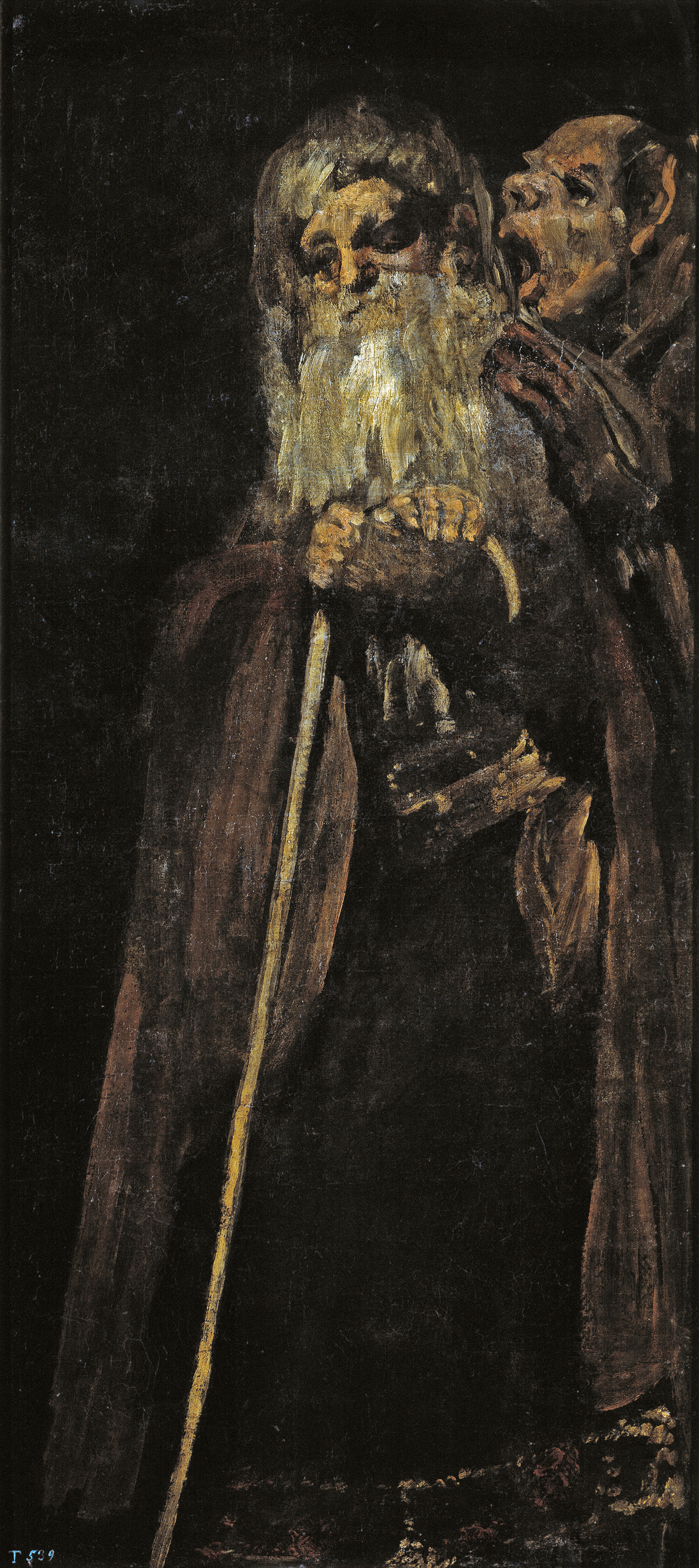
『二人の老人』
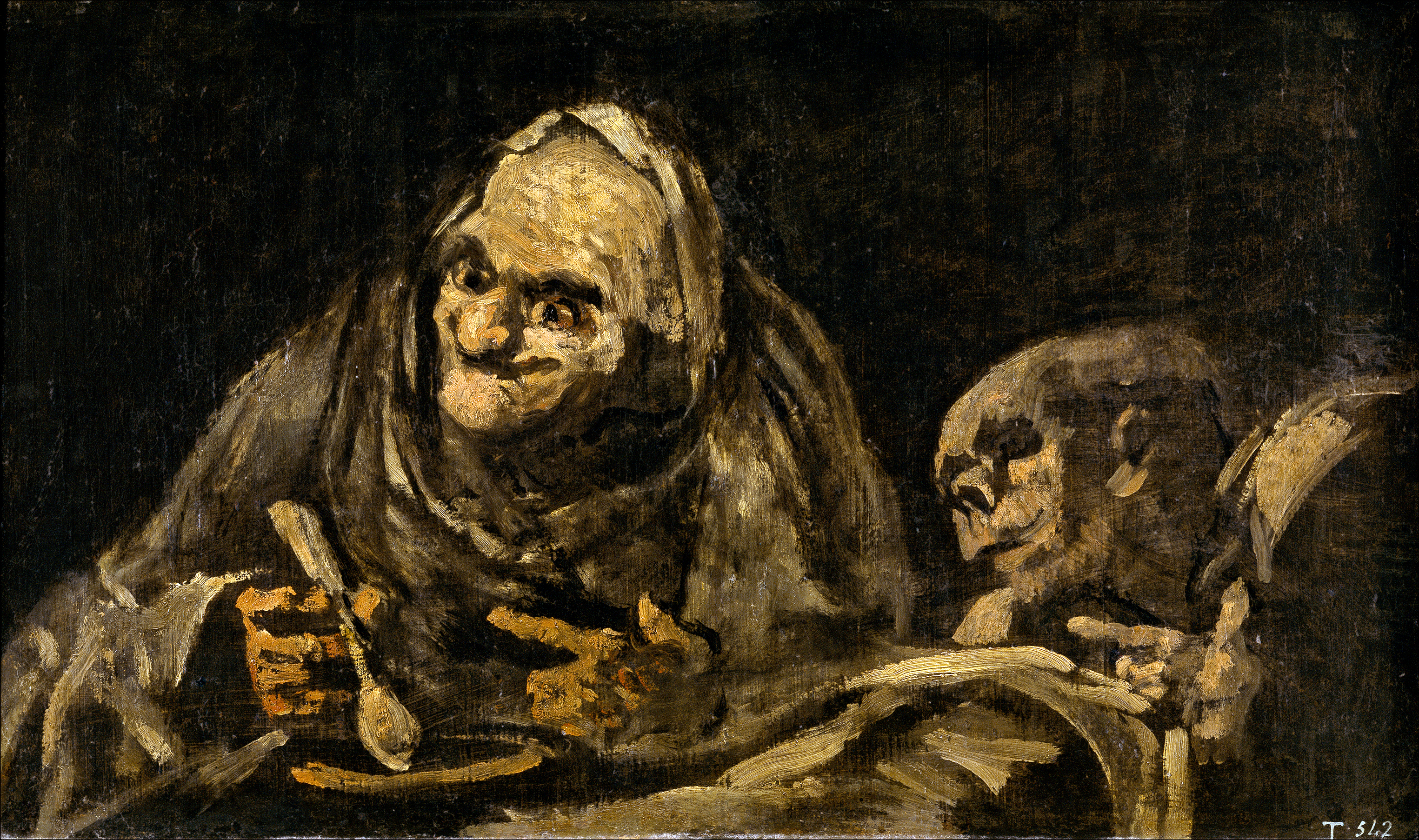
『食事をする二老人』
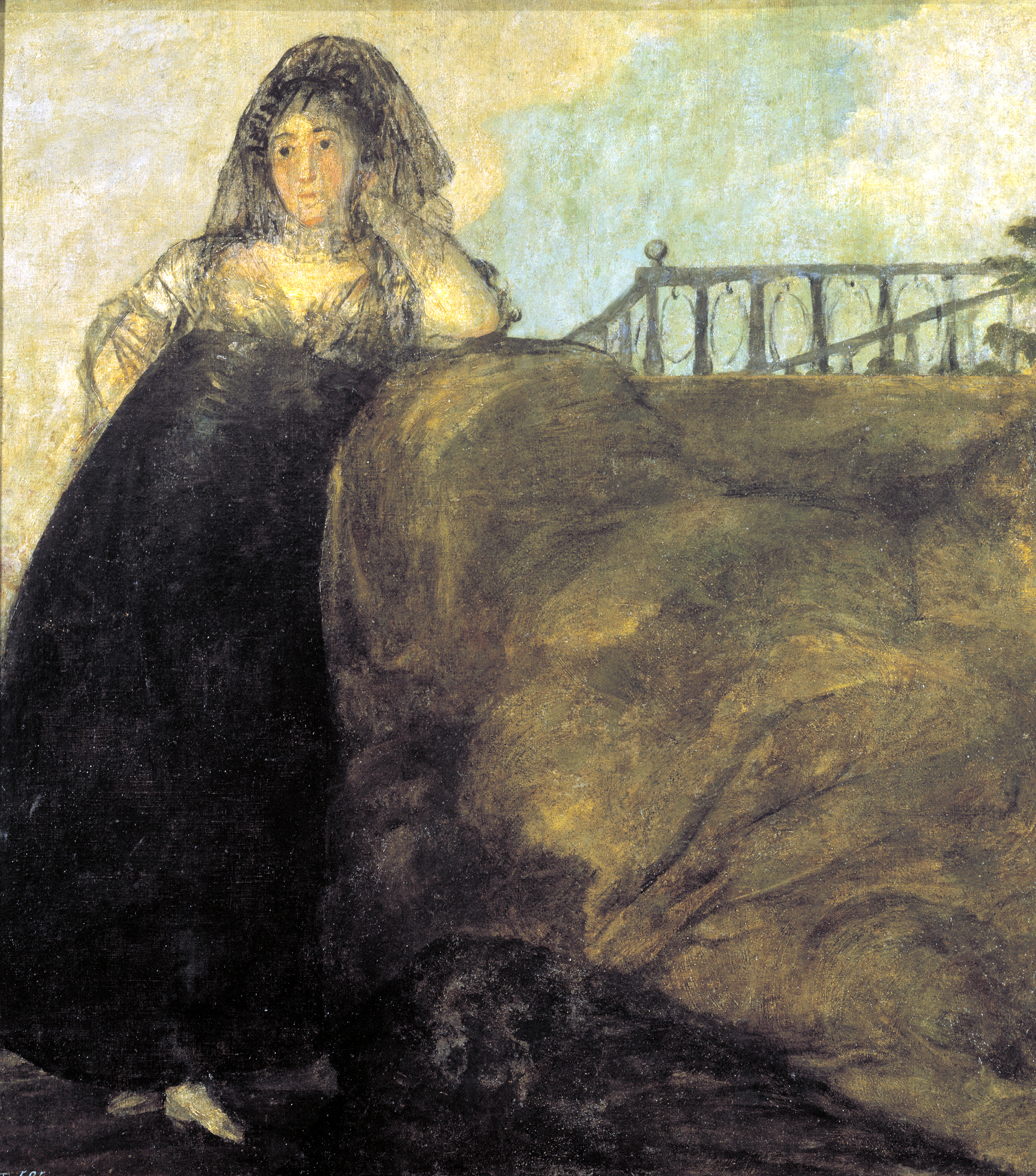
『レオカディア』